# Marc Bertrán
Marc Bertrán Vilanova (ur. 22 maja 1982 w La Pobla de Segur) – hiszpański piłkarz występujący na pozycji obrońcy.

## Kariera
Bertrán rozpoczynał swoją karierę w juniorskim klubie z rodzinnego miasta La Pobla de Segur. W 2001 trafił do RCD Espanyol, w którym występował do 2005 roku. W 2004 roku został wypożyczony do Córdoba CF. W 2005 roku bronił barw Cádiz CF. W 2006 roku podpisał kontrakt z CD Tenerife, w której rozegrał przez 5 sezonów 161 meczów.
W 2011 trafił do Osasuny. Następnie był graczem Recreativo Huelva, CD Leganés oraz Realu Saragossa.
W Primera División rozegrał 119 spotkań i zdobył 1 bramkę.